# Sierra de la Cabrera
Die Sierra de La Cabrera ist ein recht eigenständiger Gebirgszug der Sierra de Guadarrama als Teil des Iberischen Scheidegebirges (Sistemas Central) nördlich von Madrid und eines der bedeutendsten Granitfelsgebiete in diesem. Die wichtigsten Gipfel neben dem höchsten Cancho Gordo mit 1563 m sind Pico de la Miel (1392 m) und Cancho Monejo (1449 m).
An der Südseite befindet sich das Kloster von San Antonio, das im 9. Jahrhundert gegründet wurde.
Die Sierra ist ein Wander- und Klettergebiet.